# Niedobór witaminy B12
Niedobór witaminy B12 (kobalaminy) manifestuje się jako złożony zespół chorobowy, którego głównymi objawami są objawy neurologiczne, hematologiczne i psychiatryczne. U podstaw biochemicznych zespołu leży zaburzenie metabolizmu metioniny, wywołane brakiem kofaktora (jakim jest kobalamina) enzymu syntetazy metioniny. Nieleczona jest stanem zagrażającym życiu.

## Epidemiologia
Niedobory witaminy B12 w krajach północnoeuropejskich ocenia się na 1–2% populacji, ale ocena ta jest utrudniona m.in. ze względu na fakt niewysokiej swoistości laboratoryjnych metod oznaczeń.

## Etiologia
1) Niedobór witaminy B12 w diecie spotykany u:
- osób stosujących dietę wegańską[1] (o ile nie suplementuje się witaminy B12),
- anorektyków[1],
- alkoholików,
- osób starszych nie odżywiających się prawidłowo[1].

2) Zaburzenia wchłaniania kobalaminy:
- związane z niedoborem lub unieczynnieniem czynnika wewnętrznego (Castle'a):
  - choroba Addisona-Biermera,
  - choroby żołądka:
    - stan po gastrektomii,
    - przewlekłe (autoimmunologiczne lub nieautoimmunologiczne, np. wywołane przez H. pylori) zanikowe zapalenie błony śluzowej żołądka[2]. U osób w podeszłym wieku częstą przyczyną niedoboru witaminy B12 jest bezsoczność spowodowana przewlekłymi zmianami zanikowymi śluzówki żołądka, często nasilonymi wskutek przewlekłego przyjmowania leków[1]. Niszczenie komórek okładzinowych skutkuje zmniejszonym wydzielaniem czynnika wewnętrznego oraz zwiększeniem pH. Bezkwaśność lub niedokwaśność upośledza uwalnianie witaminy B12 z kompleksów białkowych w pokarmach[3] oraz powoduje zespół rozrostu bakteryjnego[4]. Nadmiernie rozwinięta flora jelita cienkiego dodatkowo zużywa witaminę B12[5];

  - wrodzony niedobór czynnika wewnętrznego,
  - długotrwałe przyjmowanie inhibitorów pompy protonowej;
- związane z upośledzeniem wchłaniania kompleksu kobalamina-czynnik wewnętrzny w jelicie krętym:
  - choroby jelita cienkiego (resekcja jelita, nowotwory, uchyłkowatość, choroba Leśniowskiego-Crohna),
  - wrodzone, wybiórcze zaburzenie wchłaniania (rzadko) – najczęściej zespół Imerslund-Gräsbecka,
  - celiakia[6].

3) Zwiększone zużycie przez organizmy obce (współzawodnictwo pokarmowe):
- zespół rozrostu bakteryjnego[5],
- infestacja bruzdogłowcem szerokim (difylobotrioza).

4) Inne:
- niedobór transkobalaminy II i niektóre inne mutacje prowadzące do homocystynurii,
- AIDS[1].

## Objawy i przebieg

### Objawy niedokrwistości
- osłabienie, męczliwość
- upośledzenie koncentracji
- bóle i zawroty głowy
- tachykardia
- bladość skóry i błon śluzowych

### Objawy ze strony przewodu pokarmowego
- utrata czucia smaku
- pieczenie języka
- utrata łaknienia, chudnięcie

### Objawy neurologiczne
Objawy neurologiczne często wyprzedzają pozostałe manifestacje choroby. Jednym z ważniejszych powikłań niedoboru kobalaminy jest podostre złożone zwyrodnienie rdzenia kręgowego. W kolejności pojawiają się:
- parestezje palców dłoni i stóp
- osłabienie
- niepewność chodu
- objawy uszkodzenia tylnosznurowego:
  - zaburzenia czucia wibracji
  - zaburzenia czucia dotyku
  - zaburzenia czucia głębokiego
- upośledzenie czucia temperatury i bólu
- objawy uszkodzenia sznurów bocznych rdzenia:
  - osłabienie siły mięśniowej kończyn
  - wzrost napięcia mięśniowego o typie spastycznym
- objawy zespołu piramidowego
- zanik nerwu wzrokowego: początkowo mroczek paracentralny w polu widzenia, potem osłabienie ostrości wzroku, nieleczona choroba prowadzi nieodwracalnie do ślepoty.

### Objawy psychiatryczne
- Zaburzenia poznawcze – od łagodnych (MCI) do otępienia. W patofizjologii odgrywa tutaj rolę sam niedobór witaminy B12, jak również hiperhomocysteinemia (będąca skutkiem jej niedoboru i ewentualnego współistniejącego niedoboru witaminy B6 / kwasu foliowego) zwiększająca ryzyko wystąpienia incydentów naczyniowych, szczególnie o typie lakunarnym.
- zaburzenia zachowania, apatia, drażliwość,
- opisywano zespoły urojeniowe przypominające schizofrenię („szaleństwo megaloblastyczne”[8][7])
- zaburzenia świadomości (splątanie),
- stany depresyjne (włącznie z tendencjami samobójczymi).

### Pozostałe objawy
W stadiach terminalnych choroby opisywano śpiączkę (coma Biermericum), prawdopodobnie wynikającą z nasilonej niedokrwistości i mocznicy.
Objawem niedoboru witaminy B12 może być przedwczesne siwienie i zażółcenie skóry o charakterystycznym, cytrynowym odcieniu.

### Morfologia krwi obwodowej
- makrocytoza erytrocytów (MCV zazwyczaj ponad 100 fl), normochromia (MCH 27-31 pg/l), potem niedokrwistość makrocytowa normochromiczna. W przypadku złożonego niedoboru żelaza i witaminy B12 lub kwasu foliowego wskaźnik MCV może być prawidłowy
- retikulocytopenia
- leukopenia z neutropenią
- małopłytkowość
- w rozmazie ręcznym stwierdza się często megalocyty i duże płytki oraz granulocyty z nadmiernie segmentowanym jądrem (6 lub więcej segmentów).

### Badanie bioptatu szpiku
- szpik bogatokomórkowy
- odnowa megaloblastyczna z cechami dyserytropoezy
- liczne olbrzymie metamielocyty
- granulocyty olbrzymie o jądrze pałeczkowatym
- hipersegmentowane granulocyty
- megakariocyty o wielopłatowym jądrze.

## Rozpoznanie
Podstawą rozpoznania jest stwierdzenie nieprawidłowo niskiego stężenia witaminy B12 w surowicy. Oznaczenia dokonuje się w osoczu lub osoczu heparynowym metodami immunochemicznymi (za pomocą automatycznych analizatorów). Norma stężenia witaminy B12 w osoczu to 148-740 pmol/l (200-1000 pg/ml). Niedobór jest rozpoznawany przy stężeniu poniżej 89 pmol/l (120 pg/ml). Wartość witaminy B12 w surowicy spada jednak późno, a ponadto jest stosunkowo mało czuła i niespecyficzna.
Kwas metylomalonowy w moczu lub osoczu jest uważany za funkcjonalny marker witaminy B12, który zwiększa się, gdy magazyny witaminy B12 są puste. Dla lepszej oceny często oprócz kwasu metylomalonowego oznacza się homocysteinę. Podwyższone stężenie kwasu metylomalonowego może jednak wskazywać również na często pomijane zaburzenie metaboliczne, jakim jest złożona acyduria malonowa i metylomalonowa (CMAMMA).
Najwcześniejszym markerem niedoboru witaminy B12 jest niski poziom holotrankobalaminy (holoTC), która jest kompleksem witaminy B12 i jej białka transportowego.

## Leczenie
Leczenie polega na podawaniu witaminy B12 w wysokich dawkach, np. 1 mg w iniekcjach lub codziennie 2 mg doustnie. Czas leczenia zależy od etiologii niedokrwistości, jeśli przyczyna jest nieodwracalna, to suplementacja witaminy jest prowadzona do końca życia.

## Rokowanie
Odpowiedź ze strony niedokrwistości na leczenie jest całkowita, natomiast ze strony objawów neurologicznych zależy od okresu ich występowania przed rozpoczęciem leczenia.